# Stade Omnisports Ivyizigiro
El Stade Omnisports Ivyizigiro es un recinto deportivo usado para la práctica de fútbol en la localidad de Rumonge al suroeste del país africano de Burundi. En el estadio, juega habitualmente el club Le Messager FC, que participa en la Ligua Burundi A. Tiene capacidad para 5418 personas. Fue inaugurado en 2012. Cuenta con una superficie cubierta de hierba.